# Tarondor de Gondor
En el universo imaginario de J. R. R. Tolkien y en los apéndices de la novela El Señor de los Anillos, Tarondor es el vigésimo séptimo rey de Gondor. Su nombre es quenya y puede traducirse como «rey de piedra».

## Historia
Nació en el año 1577 de la Tercera Edad del Sol y era el hijo mayor de Minastan, el segundo hijo de Minardil. Asumió el trono en 1636 T. E. tras la muerte de su tío Telemnar y de su padre producto de la Gran Plaga, que asoló la Tierra Media en ese año y por ser el único sobreviviente de la familia real. 
Su reinado fue el más largo de la historia de Gondor, aunque mucho no pudo hacer del reino a consecuencia de la catástrofe demográfica en la que cayó luego de la Peste.
Si bien no pudo eliminar por completo el peligro de los corsarios de Umbar, los Haradrim y los Hombres del Este, al menos no fue molestado por estos debido a que la Peste Negra también los afectó muchísimo.
Tarondor sólo pudo «intentar restablecer el orden dentro de sus fronteras». Trasladó la capital del reino, desde la destruida Osgiliath a Minas Anor. Allí llevó un retoño del Árbol Blanco, plantándolo en la Plaza del Manantial de la ciudadela.
Durante su reinado y debido a la disminución de la población, se descuidaron las fronteras de Mordor y «las fortalezas que guardaban los pasos se vaciaron». Muere en el año 1798 T. E., tras 162 años y cuando contaba con 221 años de edad. Lo sucede por su hijo Telumehtar.